# Bitonto Calcio 2019-2020
Questa voce raccoglie le informazioni riguardanti l'U.S.D. Bitonto Calcio nelle competizioni ufficiali della stagione 2019-2020.

## Stagione
Anche il campionato di Serie D 2019-2020 viene interrotto nel marzo 2020 a causa della pandemia di Covid-19, dopo la 26ª giornata (decima di ritorno). Non potendo più riprendere i campionati, specie quelli minori, le classifiche vengono bloccate con le posizioni determinate dalla media punti aritmetica conseguita dalle formazioni all'atto dello stop, situazione che premia il Bitonto, trovatosi primo a quota 2,12. 
L'8 giugno 2020 il Consiglio federale FIGC conferma la decisione della Lega Serie D, di promuovere in Serie C le prime classificate, sicché i neroverdi si trovano nella terza serie professionistica per la prima volta nella loro storia.
Il risultato sul campo è stato però poi ribaltato dalle sentenze del Tribunale Federale Nazionale del 31 agosto 2020, che in ragione di una combine di calciatori tesserati della società con quelli dell'AZ Picerno nel campionato precedente, ha sottratto ai leoncelli 5 punti nello stesso campionato appena concluso (e retrocedendo all'ultimo posto il Picerno). A nulla è servito il ricorso della USD Bitonto Calcio, l'11 settembre dello stesso anno le penalizzazioni sono state confermate, con il club neroverde che ha visto scendere la sua media a 1,92, facendosi quindi scavalcare dal Foggia a 2,07 e vedendo così sfumare la C.

## Divise e sponsor
Il fornitore tecnico per la stagione 2019-2020 è Kappa. Lo sponsor di maglia è Marbel.
| Casa | Trasferta |

## Rosa
| N. |                      | Ruolo | Calciatore          |
| -- | -------------------- | ----- | ------------------- |
|    | Italia (bandiera)    | P     | Antonio Figliola    |
|    | Italia (bandiera)    | P     | Giacinto Zinfollino |
|    | Italia (bandiera)    | D     | Ciro Amelio         |
|    | Italia (bandiera)    | D     | Danilo Colella      |
|    | Italia (bandiera)    | D     | Michele Gagliardi   |
|    | Italia (bandiera)    | D     | Alessandro Gargiulo |
|    | Italia (bandiera)    | D     | Luigi Gianfreda     |
|    | Italia (bandiera)    | D     | Paolo Lomasto       |
|    | Italia (bandiera)    | D     | Giovanni Montrone   |
|    | Italia (bandiera)    | D     | Roberto Pierno      |
|    | Italia (bandiera)    | D     | Nicola Schirone     |
|    | Italia (bandiera)    | D     | Michele Terrevoli   |
|    | Argentina (bandiera) | C     | Carlos Biasón       |
|    | Italia (bandiera)    | C     | Simone Bolognese    |

| N. |                      | Ruolo | Calciatore           |
| -- | -------------------- | ----- | -------------------- |
|    | Italia (bandiera)    | C     | Massimiliano Marsili |
|    | Italia (bandiera)    | C     | Luciano Mazzone      |
|    | Italia (bandiera)    | C     | Savio Piarulli       |
|    | Italia (bandiera)    | C     | Raffaele Vacca       |
|    | Italia (bandiera)    | C     | Giacomo Zaccaria     |
|    | Italia (bandiera)    | A     | Mauro Bollino        |
|    | Francia (bandiera)   | A     | Sulayman Foufoué     |
|    | Italia (bandiera)    | A     | Riccardo Lattanzio   |
|    | Albania (bandiera)   | A     | Silvio Merkaj        |
|    | Argentina (bandiera) | A     | Aníbal Montaldi      |
|    | Italia (bandiera)    | A     | Gaetano Palmisano    |
|    | Italia (bandiera)    | A     | Cosimo Patierno      |
|    | Italia (bandiera)    | A     | Onofrio Turitto      |

## Calciomercato

### Sessione estiva (dall'1/7 al 2/9)
| Acquisti | Acquisti             | Acquisti         | Acquisti      |
| R.       | Nome                 | da               | Modalità      |
| -------- | -------------------- | ---------------- | ------------- |
| P        | Giacinto Zinfollino  | Fidelis Andria   | svincolato    |
| D        | Ciro Amelio          | Acireale         | svincolato    |
| D        | Danilo Colella       |                  | svincolato    |
| D        | Michele Gagliardi    | Cosenza          | svincolato    |
| D        | Alessandro Gargiulo  | Cavese           | prestito      |
| D        | Luigi Gianfreda      | Lecce            | prestito      |
| D        | Paolo Lomasto        | Castrovillari    | svincolato    |
| D        | Matteo Nacci         | Otranto          | fine prestito |
| D        | Nicola Schirone      | Brindisi         | svincolato    |
| C        | Simone Bolognese     | Lecce            | definitivo    |
| C        | Massimiliano Marsili | Taranto          | svincolato    |
| C        | Raffaele Vacca       | AZ Picerno       | svincolato    |
| A        | Riccardo Lattanzio   | Audace Cerignola | svincolato    |
| A        | Silvio Merkaj        | Gelbison         | svincolato    |
| A        | Gaetano Palmisano    | Nardò            | svincolato    |

| Cessioni | Cessioni           | Cessioni         | Cessioni      |
| R.       | Nome               | a                | Modalità      |
| -------- | ------------------ | ---------------- | ------------- |
| P        | Vito Vitucci       |                  | svincolato    |
| D        | Michele Anaclerio  | Molfetta         | svincolato    |
| D        | Angelo Barone      |                  | svincolato    |
| D        | Michele Cappellari |                  | svincolato    |
| D        | Francesco D'Angelo | Gravina          | svincolato    |
| D        | Andrea Montanaro   | Cassino          | svincolato    |
| D        | Matteo Nacci       | Otranto          | svincolato    |
| D        | Giovanni Paradiso  |                  | svincolato    |
| C        | Pietro Camporeale  | Martina          | svincolato    |
| C        | Domenico Dellino   | Fortis Altamura  | svincolato    |
| C        | Nicola De Santis   | Fortis Altamura  | svincolato    |
| C        | Daniele Fiorentino | Fortis Altamura  | svincolato    |
| C        | Nicola Scarimbolo  | Ascoli           | fine prestito |
| A        | Luigi Falcone      | Pistoiese        | svincolato    |
| A        | Nicola Loiodice    | Audace Cerignola | definitivo    |
| A        | Fabio Padulano     | Marsala          | svincolato    |
| A        | Antonio Picci      | Soccer Trani     | svincolato    |

### Sessione di dicembre(dall'2/12 al 23/12)
| Acquisti | Acquisti         | Acquisti | Acquisti   |
| R.       | Nome             | da       | Modalità   |
| -------- | ---------------- | -------- | ---------- |
| A        | Sulayman Foufoué | Nancy    | svincolato |
| A        | Aníbal Montaldi  | Brindisi | svincolato |

| Cessioni | Cessioni          | Cessioni | Cessioni   |
| R.       | Nome              | a        | Modalità   |
| -------- | ----------------- | -------- | ---------- |
| D        | Nicola Schirone   | Molfetta | svincolato |
| A        | Gaetano Palmisano | Chieti   | svincolato |

### Sessione invernale(dal 2/1 al 31/1)
| Acquisti | Acquisti       | Acquisti       | Acquisti   |
| R.       | Nome           | da             | Modalità   |
| -------- | -------------- | -------------- | ---------- |
| D        | Roberto Pierno | Lecce          | svincolato |
| A        | Mauro Bollino  | Sicula Leonzio | svincolato |

| Cessioni | Cessioni        | Cessioni           | Cessioni      |
| R.       | Nome            | a                  | Modalità      |
| -------- | --------------- | ------------------ | ------------- |
| C        | Luciano Mazzone | Virtus Francavilla | fine prestito |

## Risultati

### Serie D

#### Girone di andata
| Arbitro: | Romaniello (Napoli) |

|                  |           |                                     |
| Flordelmundo 47’ | Marcatori | 2’ Terrevoli 4’ Biasón 17’ Patierno |

| Arbitro: | Gigliotti (Cosenza) |

|                                  |           |  |
| Patierno 13’ (rig.) Biasón 90+3’ | Marcatori |  |

| Arbitro: | Djurdjevic (Trieste) |

|          |           |  |
| Díaz 31’ | Marcatori |  |

| Arbitro: | Delli Carpini (Isernia) |

|  |           |              |
|  | Marcatori | 2’ Cozzolino |

| Arbitro: | Lingamoorthy (Genova) |

|  |           |                          |
|  | Marcatori | 48’, 88’ (rig.) Patierno |

| Arbitro: | Robilotta (Sala Consilina) |

|              |           |  |
| Patierno 76’ | Marcatori |  |

| Cerignola 13 ottobre 2019, ore 15:00 CEST 7ª giornata | Audace Cerignola    | 0 – 0 | Bitonto | Stadio Domenico Monterisi\| Arbitro: \| Castellone (Napoli) \| |
| Arbitro:                                              | Castellone (Napoli) |       |         |                                                                |

| Arbitro: | Crezzini (Siena) |

|                                      |           |  |
| Biasón 24’ Patierno 61’ Merkaj 90+4’ | Marcatori |  |

| Arbitro: | Di Cicco (Lanciano) |

|  |           |                                |
|  | Marcatori | 32’, 62’ Patierno 35’ Piarulli |

| Arbitro: | Bracaccini (Macerata) |

|             |           |  |
| Turitto 31’ | Marcatori |  |

| Arbitro: | D'Eusanio (Faenza) |

|  |           |                          |
|  | Marcatori | 10’, 18’, 90+2’ Patierno |

| Arbitro: | Grasso (Ariano Irpino) |

|                                   |           |  |
| Patierno 79’ (rig.) Turitto 90+4’ | Marcatori |  |

| Arbitro: | Iannello (Messina) |

|             |           |             |
| Herrera 76’ | Marcatori | 68’ Turitto |

| Bitonto 1º dicembre 2019, ore 14:30 CET 14ª giornata | Bitonto        | 0 – 0 | Foggia | Stadio Città degli Ulivi\| Arbitro: \| Perri (Roma 1) \| |
| Arbitro:                                             | Perri (Roma 1) |       |        |                                                          |

| Arbitro: | Turrini (Firenze) |

|                                                 |           |  |
| Vacca 5’ Lattanzio 15’ Piarulli 36’ Lomasto 61’ | Marcatori |  |

| Arbitro: | Ferrieri Caputi (Livorno) |

|               |           |                     |
| Simonetti 76’ | Marcatori | 44’ (rig.) Patierno |

| Arbitro: | Longo (Cuneo) |

|                                                   |           |               |
| Turitto 6’ Marsili 41’ Lattanzio 64’ Patierno 70’ | Marcatori | 37’ Guadalupi |

#### Girone di ritorno
| Arbitro: | Gandolfo (Bra) |

|                           |           |  |
| Terrevoli 32’ Turitto 58’ | Marcatori |  |

| Arbitro: | Gregoris (Pescara) |

|                             |           |                         |
| Maraucci 64’ Di Finizio 77’ | Marcatori | 42’ Turitto 47’ Colella |

| Arbitro: | Borriello (Arezzo) |

|                          |           |  |
| Patierno 53’, 58’ (rig.) | Marcatori |  |

| Arbitro: | Baratta (Rossano) |

|  |           |                                         |
|  | Marcatori | 9’ Lattanzio 27’ Gianfreda 79’ Patierno |

| Arbitro: | Taricone (Perugia) |

|                                           |           |  |
| Lattanzio 27’ Patierno 32’, 69’ Vacca 76’ | Marcatori |  |

| Arbitro: | Vingo (Pisa) |

|  |           |             |
|  | Marcatori | 37’ Turitto |

| Arbitro: | Milone (Taurianova) |

|  |           |               |
|  | Marcatori | 16’ Rodríguez |

| Taranto 23 febbraio 2020, ore 15:00 CET 25ª giornata | Taranto         | 0 – 0 | Bitonto | Stadio Erasmo Iacovone\| Arbitro: \| Ubaldi (Roma 1) \| |
| Arbitro:                                             | Ubaldi (Roma 1) |       |         |                                                         |

| Arbitro: | Restaldo (Ivrea) |

|              |           |            |
| Patierno 56’ | Marcatori | 39’ Ancora |

| Casarano 8 marzo 2020 27ª giornata | Casarano | – (annullata) | Bitonto | Stadio Giuseppe Capozza |

| Bitonto 22 marzo 2020 28ª giornata | Bitonto | – (annullata) | Nardò | Stadio Città degli Ulivi |

| Marsicovetere 29 marzo 2020 29ª giornata | Grumentum Val d'Agri | – (annullata) | Bitonto | Stadio Francesco Sanchirico |

| Bitonto 5 aprile 2020 30ª giornata | Bitonto | – (annullata) | Sorrento | Stadio Città degli Ulivi |

| Foggia 9 aprile 2020 31ª giornata | Foggia | – (annullata) | Bitonto | Stadio Pino Zaccheria |

| Andria 19 aprile 2020 32ª giornata | Fidelis Andria | – (annullata) | Bitonto | Stadio degli Ulivi |

| Bitonto 26 aprile 2020 33ª giornata | Bitonto | – (annullata) | Gelbison | Stadio Città degli Ulivi |

| Altamura 3 maggio 2020 34ª giornata | Team Altamura | – (annullata) | Bitonto | Stadio Antonio D'Angelo |

### Coppa Italia Serie D
| Arbitro: | Tomasi (Lecce) |

|                                                       |                      |                                                |
| Palazzo 53’ Palumbo 90’                               | Marcatori            | 31’ Cipolletta 45’ Lattanzio                   |
| Gava Cristaldi Cipolletta Palazzo Petruccelli Palumbo | Tiri di rigore 5 – 4 | Amelio Marsili Turitto Merkaj Patierno Colella |

## Statistiche

### Statistiche di squadra
| Competizione         | M.Pt | Punti   | In casa | In casa | In casa | In casa | In casa | In casa | In trasferta | In trasferta | In trasferta | In trasferta | In trasferta | In trasferta | Totale | Totale | Totale | Totale | Totale | Totale | D.R. |
| Competizione         | M.Pt | Punti   | G       | V       | N       | P       | Gf      | Gs      | G            | V            | N            | P            | Gf           | Gs           | G      | V      | N      | P      | Gf     | Gs     | D.R. |
| -------------------- | ---- | ------- | ------- | ------- | ------- | ------- | ------- | ------- | ------------ | ------------ | ------------ | ------------ | ------------ | ------------ | ------ | ------ | ------ | ------ | ------ | ------ | ---- |
| Serie D              | 1,92 | 50 (-5) | 14      | 10      | 2       | 2       | 26      | 4       | 12           | 6            | 5            | 1            | 19           | 6            | 26     | 16     | 7      | 3      | 45     | 10     | +35  |
| Coppa Italia Serie D | -    | -       | 0       | 0       | 0       | 0       | 0       | 0       | 1            | 0            | 1            | 0            | 2            | 2            | 1      | 0      | 1      | 0      | 2      | 2      | 0    |
| Totale               | 1,92 | 50      | 14      | 10      | 2       | 2       | 26      | 4       | 13           | 6            | 6            | 1            | 21           | 8            | 27     | 16     | 8      | 3      | 47     | 12     | +35  |

### Andamento in campionato
| Giornata  | 1 | 2 | 3 | 4  | 5 | 6 | 7 | 8 | 9 | 10 | 11 | 12 | 13 | 14 | 15 | 16 | 17 | 18 | 19 | 20 | 21 | 22 | 23 | 24 | 25 | 26 | 27 | 28 | 29 | 30 | 31 | 32 | 33 | 34 |
| --------- | - | - | - | -- | - | - | - | - | - | -- | -- | -- | -- | -- | -- | -- | -- | -- | -- | -- | -- | -- | -- | -- | -- | -- | -- | -- | -- | -- | -- | -- | -- | -- |
| Luogo     | T | C | T | C  | T | C | T | C | T | C  | T  | C  | T  | C  | C  | T  | C  | C  | T  | C  | T  | C  | T  | C  | T  | C  | T  | C  | T  | C  | T  | T  | C  | T  |
| Risultato | V | V | P | P  | V | V | N | V | V | V  | V  | V  | N  | N  | V  | N  | V  | V  | N  | V  | V  | V  | V  | P  | N  | N  | –  | –  | –  | –  | –  | –  | –  | –  |
| Posizione | 2 | 1 | 4 | 11 | 7 | 5 | 3 | 1 | 1 | 1  | 1  | 1  | 1  | 1  | 1  | 1  | 1  | 1  | 1  | 1  | 1  | 1  | 1  | 1  | 1  | 2  | –  | –  | –  | –  | –  | –  | –  | –  |

Legenda:

Luogo: C = Casa; T = Trasferta. Risultato: V = Vittoria; N = Pareggio; P = Sconfitta.